# Christian Hay
Christian Gilbert Hay (* 12. Oktober 1944 in Levallois-Perret; † 12. August 1984 in Paris, Frankreich) war ein französischer Schauspieler.
Hay wurde von Marcel Carné für seinen 1967 entstandenen Wie junge Wölfe entdeckt und hatte keine Schauspielausbildung; es folgten elf Filme in den Jahren bis 1973, die Hay in seiner Heimat und in Italien drehte. Der gutaussehende Hay verließ dann das Filmgeschäft.

## Filmografie (Auswahl)
- 1967: Wie junge Wölfe (Les jeunes loups)
- 1968: Komm, liebe mich (L'amour)
- 1969: Stukas über London (La battaglia d'Inghilterra)
- 1972: Man nennt ihn Sacramento (Sei jellato amico… hai incontrato Sacramento)
- 1973: Der Teufel mischt die Karten (Tarot)